# مهدی تارتار
مهدی تارتار (زاده ۲۲ مهر ۱۳۵۱ در تهران) بازیکن سابق و مربی و سرمربی فوتبال اهل ایران است.

## مربیگری

### راه‌آهن
پس از کسب نتایج نه چندان مطلوب تیم راه‌آهن، محمدحسن انصاری فرد؛ مدیرعامل وقت باشگاه راه‌آهن، مهدی تارتار بازیکن این تیم را به عنوان سرمربی انتخاب کرد و تارتار موفق به حفظ تیم در لیگ برتر و رساندن راه‌آهن به فینال جام حذفی شد.

### نساجی مازندران
مهدی تارتار در ۱۰ دی ۱۳۹۰ رسماً به عنوان سرمربی جدید تیم داماش گیلان تعیین شد. او با کسب رتبه هفتم در پایان فصل لیگ برتر ۹۱–۹۰ به کار خود در داماش گیلان پایان داد.

### گهر دورود
تارتار در شروع فصل ۹۱–۹۲ لیگ برتر به عنوان سرمربی تیم گهر زاگرس انتخاب شد ولی پیش از پایان نیم‌فصل و به دلیل مشکلات مالی از این تیم جدا شد.

### صبای قم
تارتار در آذر ۱۳۹۳ پس از جلسه با هیئت مدیره تیم صبای قم، به عنوان سرمربی این تیم انتخاب شد.

### پارس جنوبی
تارتار در ۴ مرداد ۱۳۹۵ به عنوان سرمربی تیم پارس جنوبی جم معرفی شد. وی موفق شد این تیم را قهرمان لیگ آزادگان کند

### نفت مسجد سلیمان
او در تاریخ ۲۷ فروردین ۹۸ به عنوان سرمربی نفت مسجد سلیمان انتخاب شد.

### پیکان
تارتار در ۱۴ آبان ۱۳۹۹ به عنوان سرمربی تیم پیکان انتخاب شد.

### ذوب‌آهن
تارتار در ۲۰ مرداد ۱۴۰۰ به عنوان سرمربی تیم ذوب‌آهن معرفی شد.

### ملوان
وی در ۲۲ تیر ۱۴۰۲ پس از توافق با رئیس مجمع ملوان یعنی دنیامالی قرارداد خود را به صورت رسمی امضا کرد.

### گل‌گهر سیرجان
تارتار در ۲۱ تیر ۱۴۰۳ به عنوان سرمربی تیم گل‌گهر سیرجان انتخاب شد.

## افتخارات
بازیکن
پرسپولیس
قهرمان لیگ فوتبال ایران  لیگ آزادگان ۷۹–۱۳۷۸
قهرمان لیگ فوتبال ایران لیگ برتر ۸۱–۱۳۸۰
سرمربی
پارس جنوبی جم
قهرمان لیگ آزادگان ۹۶–۱۳۹۵